# د. و. موفيت
د. و. موفيت (بالإنجليزية: D. W. Moffett)‏ هو مخرج وممثل أمريكي، ولد في 26 أكتوبر 1954 بهايلاند بارك في الولايات المتحدة. من الجوائز التي نالها جائزة نقابة ممثلي الشاشة عن الأداء المتميز من قبل الممثلين في السينما ‏ عن عمل إتجار سنة 2001.

## أعمال

### أفلام
- (1996) سرقة الجمال[5]
- (2000) إتجار[6][7][8]
- (2011) جليس الأطفال[9]

### مسلسلات
- (2011-2017) بُدّلتا عند الولادة

## جوائز
- جائزة نقابة ممثلي الشاشة عن الأداء المتميز من قبل الممثلين في السينما [الإنجليزية]‏، عن عمل: إتجار (2001)

## وصلات خارجية
- د. و. موفيت على موقع IMDb (الإنجليزية)
- د. و. موفيت على موقع ألو سيني (الفرنسية)
- د. و. موفيت على موقع أول موفي (الإنجليزية)
- د. و. موفيت على موقع قاعدة بيانات برودواي على الإنترنت (الإنجليزية)
- د. و. موفيت على موقع قاعدة بيانات الأفلام السويدية (السويدية)
- د. و. موفيت على موقع إن إن دي بي (الإنجليزية)
- د. و. موفيت على موقع قاعدة بيانات الفيلم (الإنجليزية)
- د. و. موفيت على موقع كينوبويسك (الروسية)